# Ctenus minimus
Ctenus minimus là một loài nhện trong họ Ctenidae.
Loài này thuộc chi Ctenus. Ctenus minimus được Frederick Octavius Pickard-Cambridge miêu tả năm 1897.